# Bloor Street

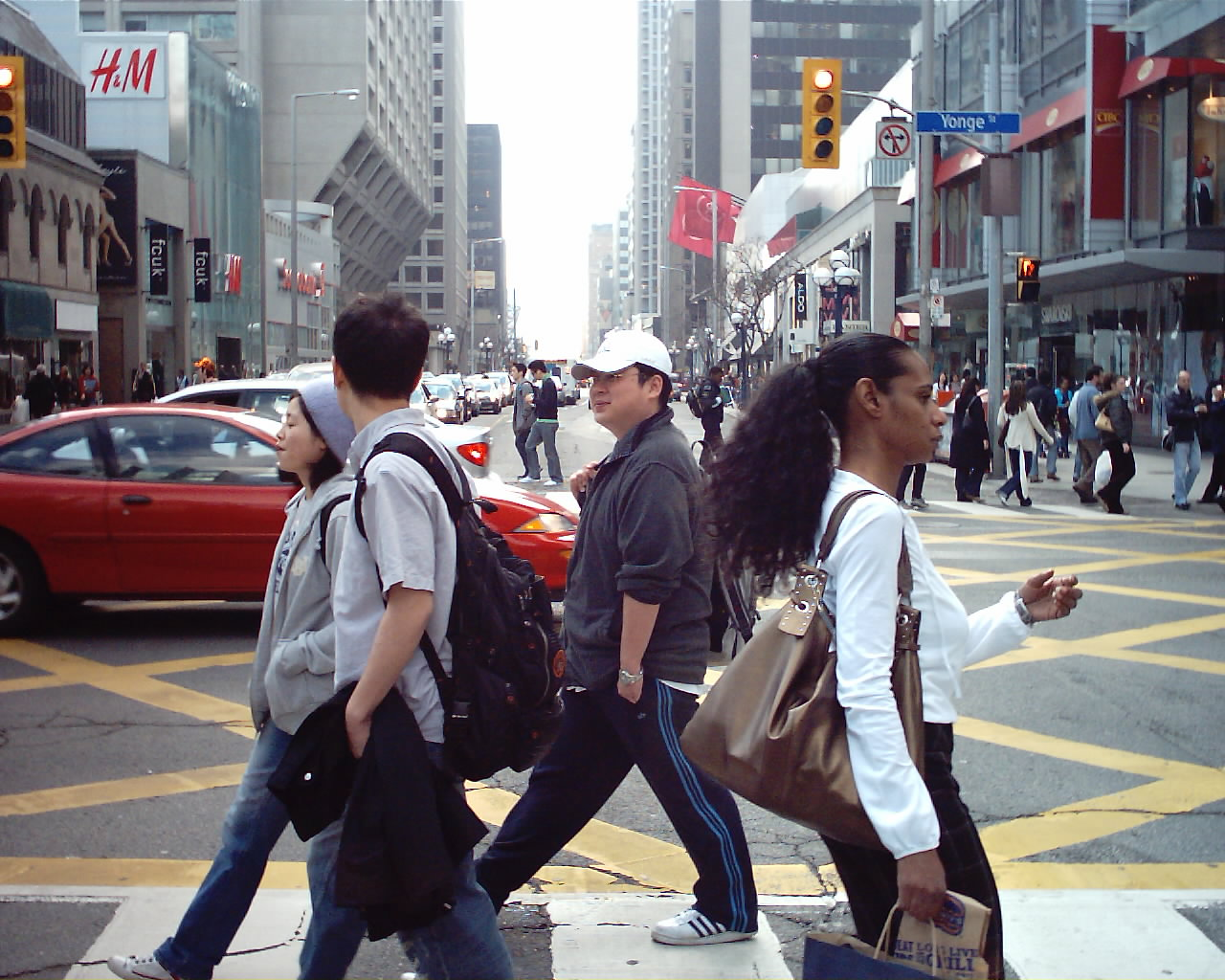
La intersección de Yonge Street y Bloor Street, dos de las calles más importantes de Toronto

Bloor Street es una calle residencial y comercial de dirección este-oeste situada en Toronto, Ontario, Canadá. Bloor Street discurre desde el Viaducto del Príncipe Eduardo, que cruza el Río Don, hacia el oeste, hacia Mississauga, donde termina en Central Parkway. Al este del viaducto, Danforth Avenue continúa a lo largo del mismo derecho de vía. La calle, de unos 25 km de longitud, contiene una muestra significativa de las comunidades étnicas de Totonto. También contiene la famosa zona de tiendas de Toronto, conocida comúnmente como la "Milla de la Moda".
La calle se llama en honor a Joseph Bloor (or Bloore), cervecero y especulador de terrenos de esta zona en el siglo XIX, quien fundó el Pueblo de Yorkville en 1830. Está enterrado en el Necropolis Cemetery, en Bayview Avenue y Rosedale Valley Road.
La Línea Bloor-Danforth del Metro de Toronto discurre bajo la parte de Toronto de la calle al este de Kipling Avenue y continúa hacia el este por Danforth Avenue.

## Descripción de la ruta

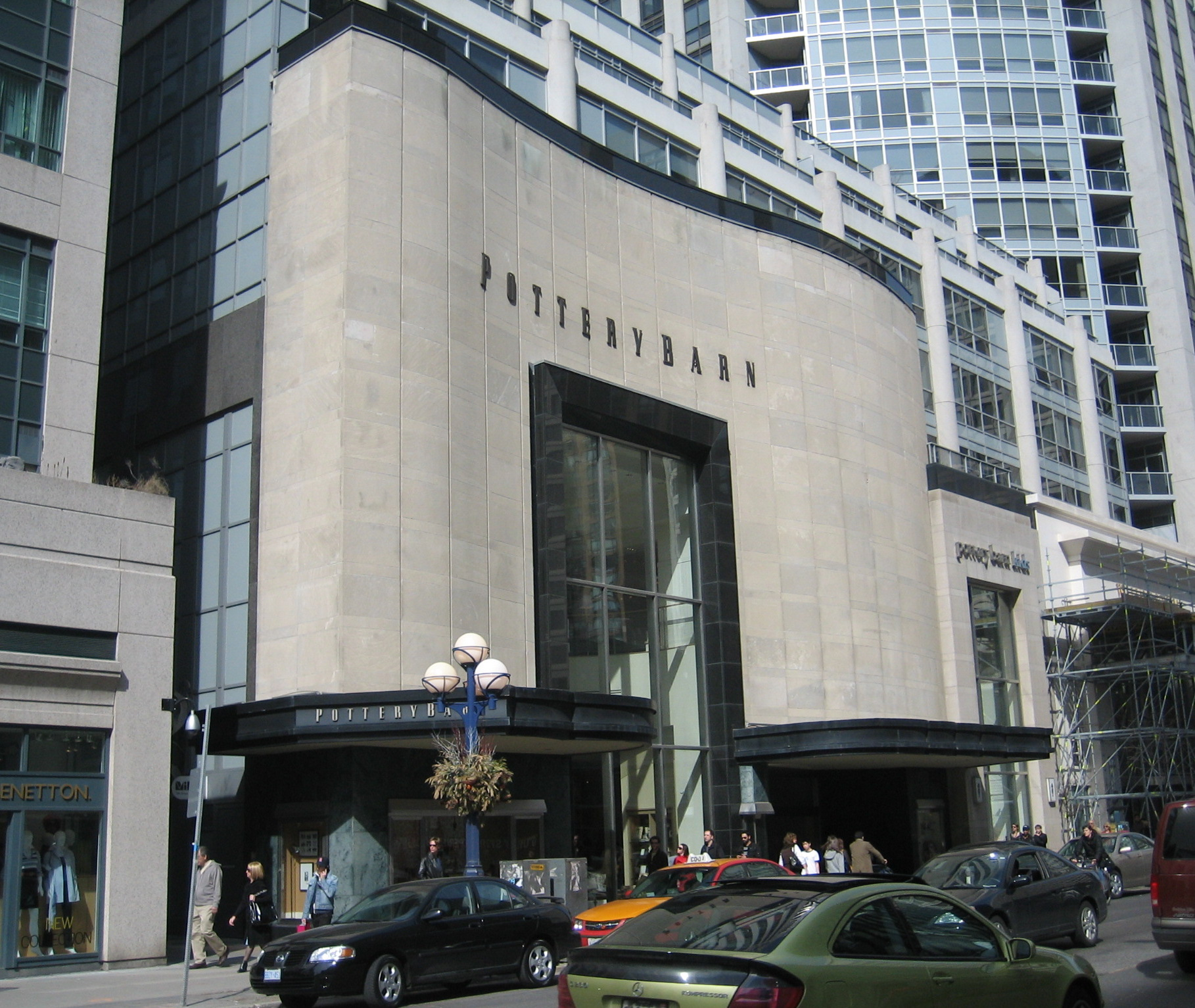
La fachada conservada del antiguo University Theatre.

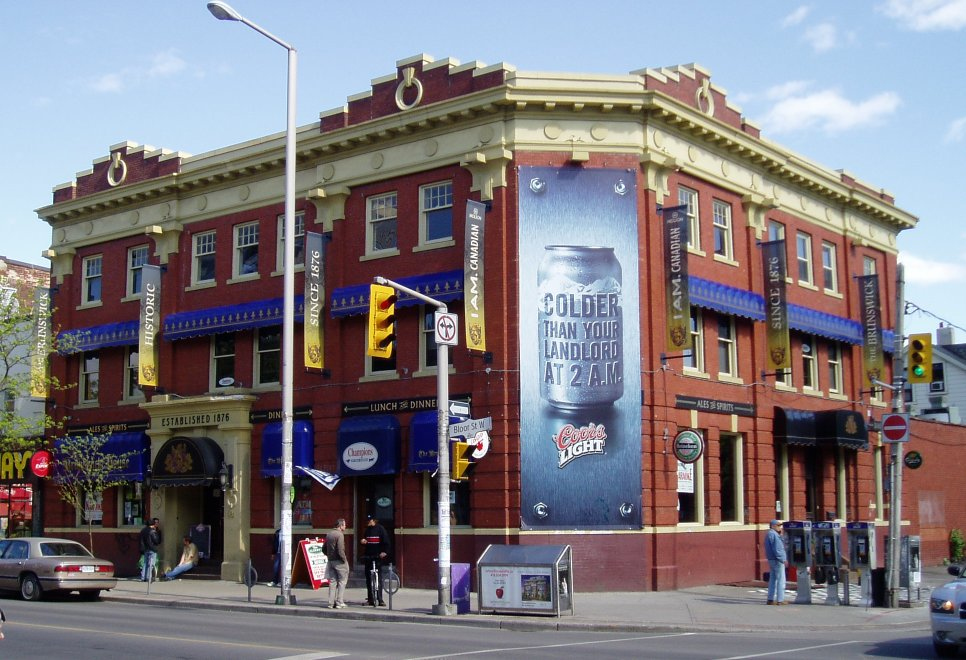
The Brunswick House

Bloor Street comienza al este del Viaducto Príncipe Eduardo, que cruza el barranco por el que pasa el Río Don. La calle continúa hasta el barranco de Rosedale, que marca la frontera sur de la rica comunidad de Rosedale. Al oeste de Parliament Street, la calle pasa justo al norte del gran proyecto residencial St. James Town, que se extiende hacia el oeste hasta Sherbourne Street. En el lado norte de esta sección de Bloor están las laderas boscosas del barranco Rosedale. Entre Sherbourne Street y Church Street, la calle está llena de grandes torres de oficinas, en su mayoría de aseguradoras. Esta zona ha sido durante mucho tiempo el centro de la industria aseguradora de Canadá.
Al oeste de Church la calle es más comercial y es una importante zona de tiendas. En el centro, especialmente en torno a la intersección con Bay Street, Bloor es una de las zonas inmobiliarias más exclusivas de Canadá. Las rentas de la exclusiva Bloor Street se han duplicado en cuatro años, clasificándose como la 22.ª calle comercial más cara del mundo en 2006. A nivel nacional, la lujosa Robson Street de Vancouver está empatada con Bloor Street West como la calle más cara de Canadá, con un alquiler medio anual de $2240 por metro cuadrado.[cita requerida]
Debajo de la intersección de Yonge Street y Bloor Street está la estación de metro Bloor-Yonge, que es la más concurrida de la ciudad, sirviendo aproximadamente a 368 800 personas cada día. Por encima del suelo, la intersección contiene tiendas y condominios.
En el centro, Bloor Street actúa como el límite norte del campus de la Universidad de Toronto, y contiene varios lugares históricos, incluido el Bata Shoe Museum, el Royal Conservatory of Music, y el sur de Yorkville.
Al oeste de la universidad, que termina en Spadina Avenue, Bloor Street atraviesa una serie de barrios diversos como The Annex, Koreatown, Dufferin Grove, Brockton, Roncesvalles, High Park y Runnymede. En general, mantiene su ambiente comercial, y sirve como la zona de tiendas principal de la mayoría de estas comunidades. Muchas secciones de la calle se han designado 'zonas de mejora empresarial', como Bloorcourt Village, Bloordale Village y Bloor West Village.
En el oeste de Toronto, Bloor Street se entrecruza con Dundas Street dos veces, la primera vez entre Lansdowne Avenue y Parkside Drive y de nuevo en la zona de Six Points (Kipling Avenue) ya que estas calles siguen el trazado de los antiguos caminos. Markland Wood es la comunidad residencial más al oeste de la ciudad de Toronto. A través de Mississauga, Bloor Street conecta las comunidades residenciales de Applewood Hills y Applewood Heights, terminando en Central Parkway, aproximadamente un kilómetro al este de Hurontario Street.
Hasta 1998, Bloor Street era denominada Ontario Highway 5 desde Kipling Avenue hacia el este, hasta el Río Don. Como muchos otros tramos urbanos de carreteras provinciales, fue dado de baja formalmente como una ruta provincial el 1 de enero.

## Tiendas
Yorkville
- Cumberland Terrace
- Manulife Centre
- Hudson's Bay Centre
- Holt Renfrew Centre

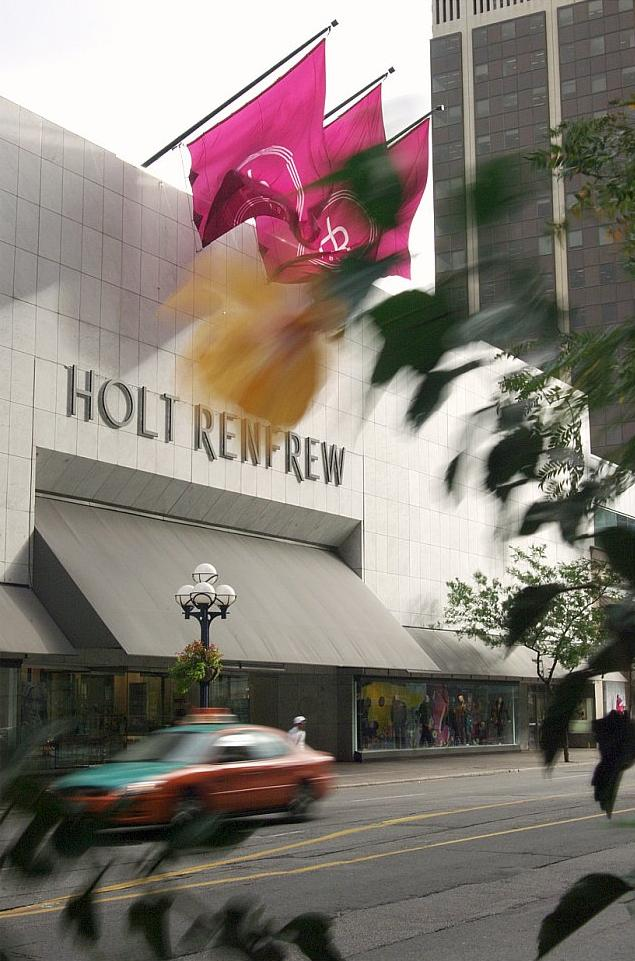
La tienda de Holt Renfrew en Bloor Street

El tramo de Bloor entre Yonge Street y Avenue Road (apodada a veces "Milla del Visón" o "Milla de la Moda"), junto con sus calles laterales, es una de las zonas de tiendas más populares de Toronto, albergando varias importantes firmas de moda y joyería. Hay varias tiendas de lujo en la zona, incluidas Hermès, Louis Vuitton, Gucci, Prada, Chanel, Hugo Boss, Diesel, Cartier, Burberry, Dolce & Gabbana, Escada, Cole Haan, Porsche Design, Tiffany & Co., Coach, Victorinox Swiss Army, Michael Kors y Harry Rosen. Holt Renfrew también tiene unos grandes almacenes flagship en Bloor Street (con rumores de expansión en el futuro cercano). Los compradores también pueden encontrar tiendas más asequibles, como Banana Republic, Gap, American Apparel, Le Chateau, BCBG Max Azria, Guess?, Roots Canada, Sephora, Pottery Barn, H&M, The Body Shop, Aritzia, Club Monaco, y Williams-Sonoma.
Bloor Street tiene una renta media de $3200 por metro cuadrado, que la hacen la tercera zona comercial más cara de Norteamérica. Bloor era en 2008 la séptima calle de tiendas más cara del mundo según Fortune Magazine, que afirma que los arrendatarios pueden ganar de $16 000 a $48 000 por metro cuadrado en ventas.

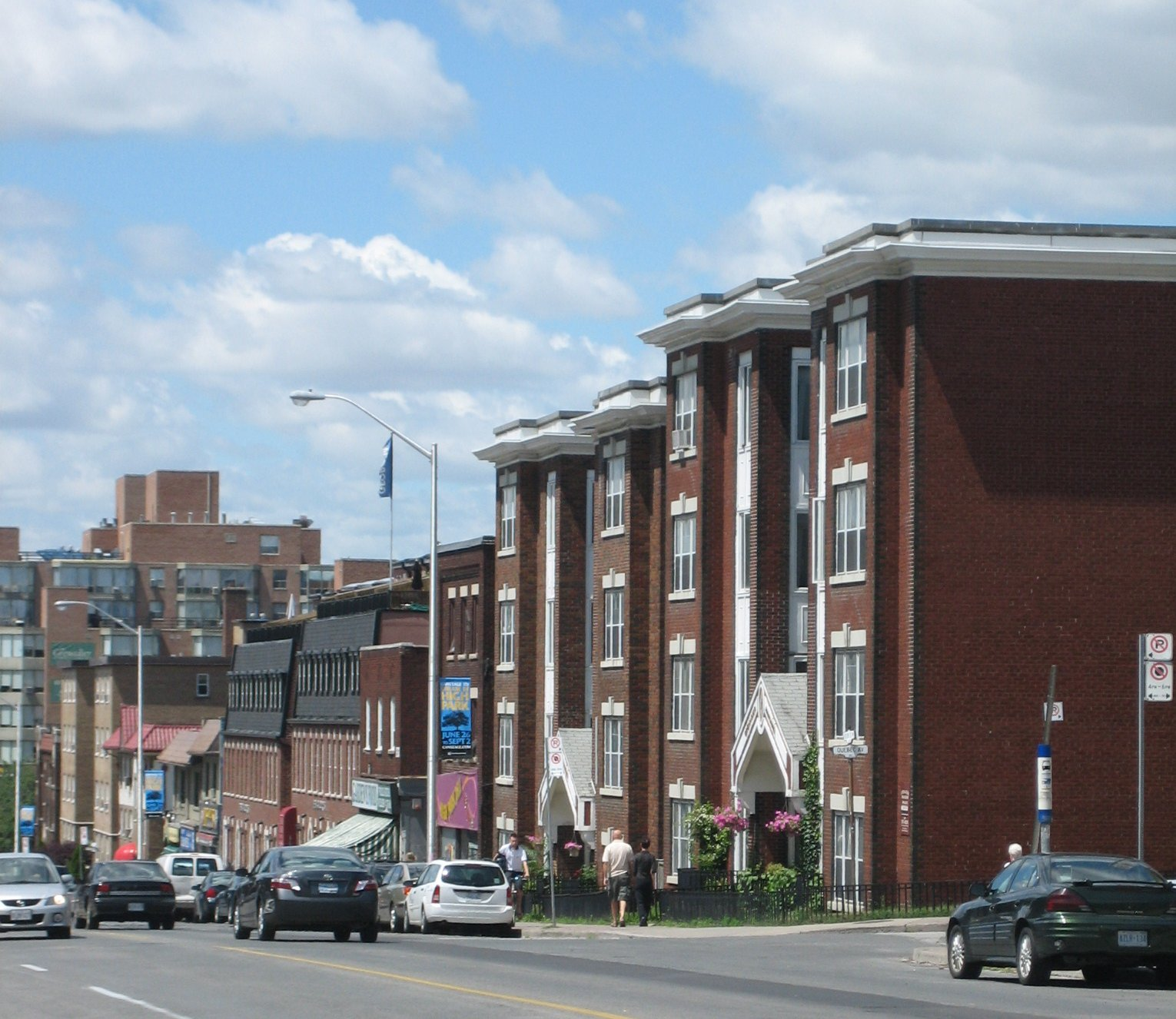
Una sección residencial en High Park

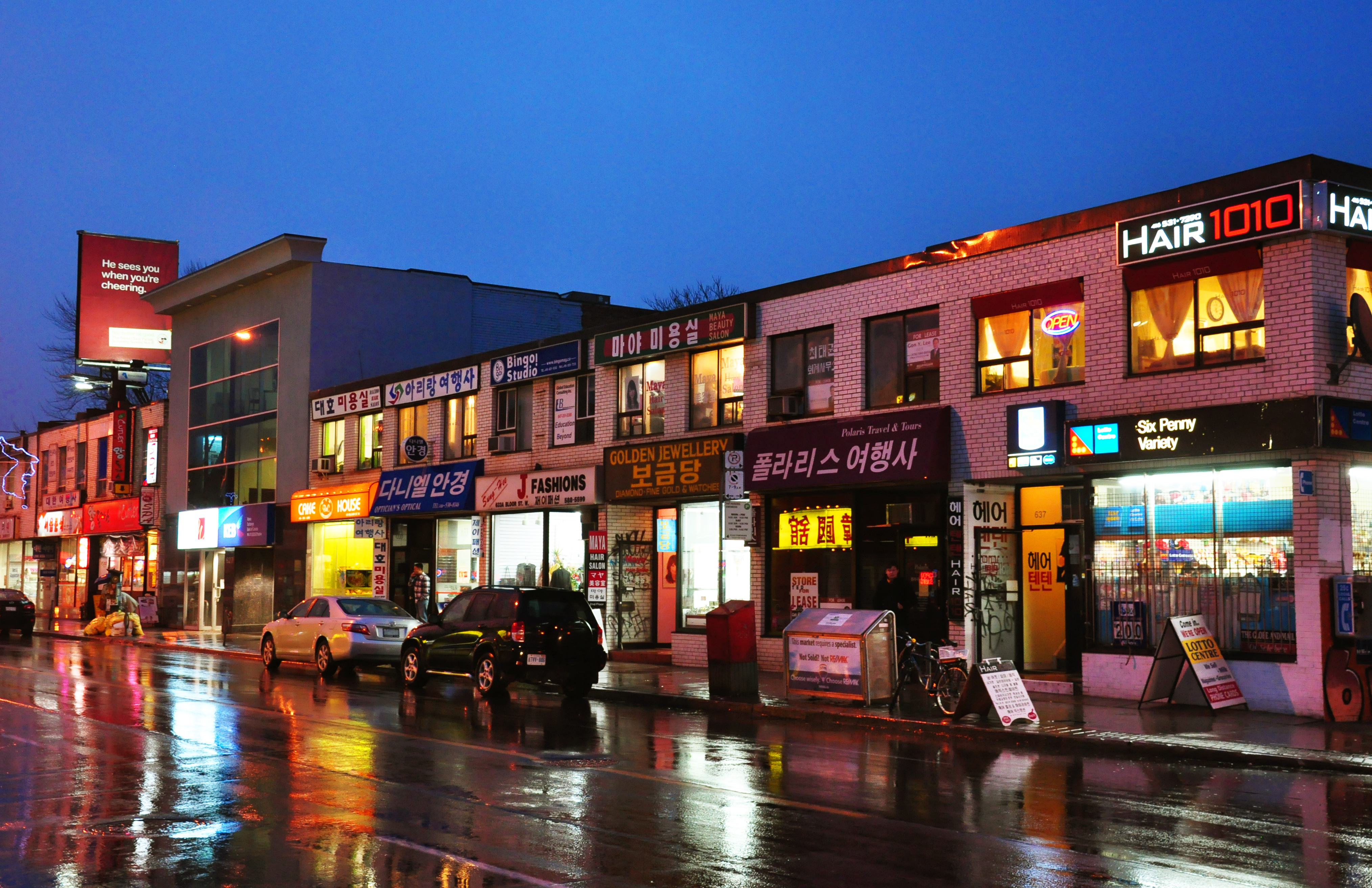
Koreatown en Bloor Street

## Intersecciones
- Parliament Street
- Sherbourne Street
- Church Street
- Yonge Street
- Bay Street
- Avenue Road/Queen's Park
- Spadina Avenue
- Bathurst Street
- Dufferin Street
- Lansdowne Avenue
- Dundas Street West
- Keele Street
- Runnymede Road
- Jane Street
- Islington Avenue
- Kipling Avenue/Dundas Street West
- The East Mall
- The West Mall
- Markland Drive

Calles importantes de Mississauga que se cruzan con Bloor (de este a oeste):
- Dixie Road
- Cawthra Road
- Central Parkway
- Tomken Road